# Makoto Sugimoto
Makoto Sugimoto (杉本 真 Sugimoto Makoto?, nacido el 27 de octubre de 1987 en Nagano) es un exfutbolista japonés que se desempeñaba como centrocampista.

## Trayectoria

### Clubes
| Club           | País  | Año         |
| -------------- | ----- | ----------- |
| Tochigi SC     | Japón | 2010 - 2019 |
| Vonds Ichihara | Japón | 2019 - 2022 |

## Estadística de carrera

### J. League
| Club       | Año   | J. League | J. League | Copa J. League | Copa J. League | Total | Total |
| Club       | Año   | Part.     | Goles     | Part.          | Goles          | Part. | Goles |
| ---------- | ----- | --------- | --------- | -------------- | -------------- | ----- | ----- |
| Tochigi SC | 2010  | 24        | 3         | -              | -              | 24    | 3     |
| Tochigi SC | 2011  | 20        | 1         | -              | -              | 20    | 1     |
| Tochigi SC | 2012  | 27        | 4         | -              | -              | 27    | 4     |
| Tochigi SC | 2013  | 24        | 4         | -              | -              | 24    | 4     |
| Tochigi SC | 2014  | 19        | 6         | -              | -              | 19    | 6     |
| Tochigi SC | 2015  | 26        | 5         | -              | -              | 26    | 5     |
| Tochigi SC | 2016  | 9         | 0         | -              | -              | 9     | 0     |
| Tochigi SC | 2017  | 5         | 1         | -              | -              | 5     | 1     |
| Total      | Total | 154       | 24        | 0              | 0              | 154   | 24    |